# Templo de Vesta (Tivoli)
Templo de Vesta é um templo romano localizado em Tivoli, Itália, que data do início do século I a.C. Suas ruínas estão na acrópole da cidade, com vista para as quedas do rio Aniene, que fazem parte da Villa Gregoriana.

## História
Não se sabe ao certo a quem o templo foi dedicado, se a Hércules, o protetor de Tibur, ou a Albunea, a Sibila Tiburtina, ou a Tiburno, o herói epônimo da cidade de Tibur (a moderna Tivoli) ou ainda a Vesta, cujo familiar templo circular peripteral (Templo de Vesta) pode ser admirado no Fórum de Roma. Um templo retangular está localizado nas imediações e cuja identificação é igualmente complicada, mas que é geralmente chamado de "Templo da Sibila" (e que foi preservado por ter sido transformado na igreja de San Giorgio).
O nome do construtor ou restaurador do templo é Lúcio Gelio, preservado para sempre numa inscrição na arquitrave. O templo peripteral com colunas numa forma variante da ordem coríntia circundando a cela circular foi construído sobre um pódio de tijolos elevado a 2,4 metros de altura e revestido de travertino. A cela tem uma porta e duas janelas e o ambulacro que rodeia a cela tem dezoito colunas (das quais dez ainda estão in situ).
Os capiteis coríntios variantes contam com duas fileiras de folha de acanto e seu ábaco está decorado com florões na forma de flores de hibisco com grandes pistilos espirais. As caneluras terminam em topos planos. O friso ostenta festões suspensos entre bucrânios e encimados por rosetas. A cornija não tem mísulas.
A comparativa boa condição do templo se deve à sua cristianização como igreja, Santa Maria della Rotonda (o mesmo nome do Panteão de Roma, que também foi preservado pelo mesmo motivo). Todos os acréscimos relativos ao período cristão foram removidos já no século XVI.
Cuidadosos desenhos com medidas do "Templo de Vesta" foram publicados por Antoine Desgodetz (1682), incluindo uma planta e uma elevação e também detalhes cuidadosamente copiados dos capiteis e do friso. No século seguinte, tanto Giuseppe Vasi quanto Giovanni Battista Piranesi publicaram gravuras e águas-fortes do "Templo de Vesta".